# John Vereker Gort
John Standish Surtees Prendergast Vereker Viscount Gort VC, GCB, CBE, DSO & Two Bars, MVO, MC, , britanski maršal in politik, * 1. julij 1886, London, † marec 1946.

## Življenjepis
Med letoma 1937 in 1939 je bil načelnik Imperialnega generalštaba. 1939 je postal poveljnik BEFa, 1940 adjutant kralja Jurija VI., od 1941-1942 je bil guverner Gibraltarja, od 1942-1944 guverner Malte in od 1944 do 1945 visoki komisar za Palestino in Transjordanijo.